# My Town
«My Town» es el quinto sencillo oficial de Hollywood Undead del segundo álbum titulado American Tragedy
y la cuarta pista en ese álbum. Es la única banda en la novena posición en su discografía. Un remix apareció en el álbum American Tragedy Redux remix.

## Canción
La banda había estado grabando durante un segundo álbum desde principios de 2010, con los primeros singles Hear Me Now, Comin' in Hot y Been to Hell junto con el filtrado accidentalmente Coming Back Down de ser liberado antes de la fecha de lanzamiento del álbum, con ser puesto en libertad poco después. La aparición primero de la pista fue el 27 de marzo de 2011, cuando la banda tocó en directo en Cosa Extreme 2011 y poner en vivo una lista de reproducción de la banda desde luego. La canción fue incluida como la cuarta pista en el álbum American Tragedy. La pista fue anunciado como el quinto single a principios de 2011, con rodaje para el video musical se disparó en julio de 2011. Por primera vez, la banda pidió a los fanes a enviar videos de sí mismos cantando "My Town", tocando la guitarra, el bajo, el ritmo, o la batería de la pista, o la realización de cualquier manera en su ciudad o en lugares que se incluirán en el video musical oficial. La banda también dio a conocer un video teaser breve explicación de los detalles. Envíos cerrado el 22 de julio.
El tema fue presentado en varios tráileres promocionales para el juego de Capcom Street X Tekken Fighter, y puede ser ofrecido en la banda sonora del juego. Un remix de la canción de Andrew WK fue incluido en el 2011 remezcla del álbum American Tragedy Redux.
- Datos: Q4044710